# Odostomia skidegatensis
Odostomia skidegatensis är en snäckart som beskrevs av Bartsch 1912. Odostomia skidegatensis ingår i släktet Odostomia och familjen Pyramidellidae. Inga underarter finns listade i Catalogue of Life.